# París-Roubaix 2014
La París-Roubaix 2014 va ser la 112a edició de la clàssica ciclista París-Roubaix. La cursa es disputà el 13 d'abril de 2014 entre la vila de Compiègne i el velòdrom André Pétrieux de Roubaix, amb un recorregut final de 257 km. Aquesta era la desena prova de l'UCI World Tour 2014.
La cursa fou guanyada pel neerlandès Niki Terpstra (Omega Pharma-Quick Step), després d'un atac en el si d'un grup d'onze ciclistes, a manca de sis quilòmetres per l'arribada. Finalment es va presentar a la línia d'arribada amb 20 segons sobre l'alemany John Degenkolb (Giant-Shimano) i el suís Fabian Cancellara (Trek Factory Racing), que encapçalaren el grup perseguidor.

## Recorregut
El recorregut d'aquesta edició es va fer públic el 6 de gener de 2014. Aquest consistia en 257 quilòmetres, dels quals 51,1 eren sobre llambordes, repartits entre 28 sectors. Els canvis respecte a l'edició anterior van consistir en la substitució dels sectors Vertain a Saint-Martin-sur-Écaillon (2.300 m, 3 estrelles) i de Quérénaing a Maing (2.500 m, 3 estrelles) pels de Solesmes a Haussy (800 m, 2 estrelles), Saulzoir a Verchain-Maugré (1.200 m, 2 estrelles) i Quérénaing a Famars (1.200 m, 2 estrelles).

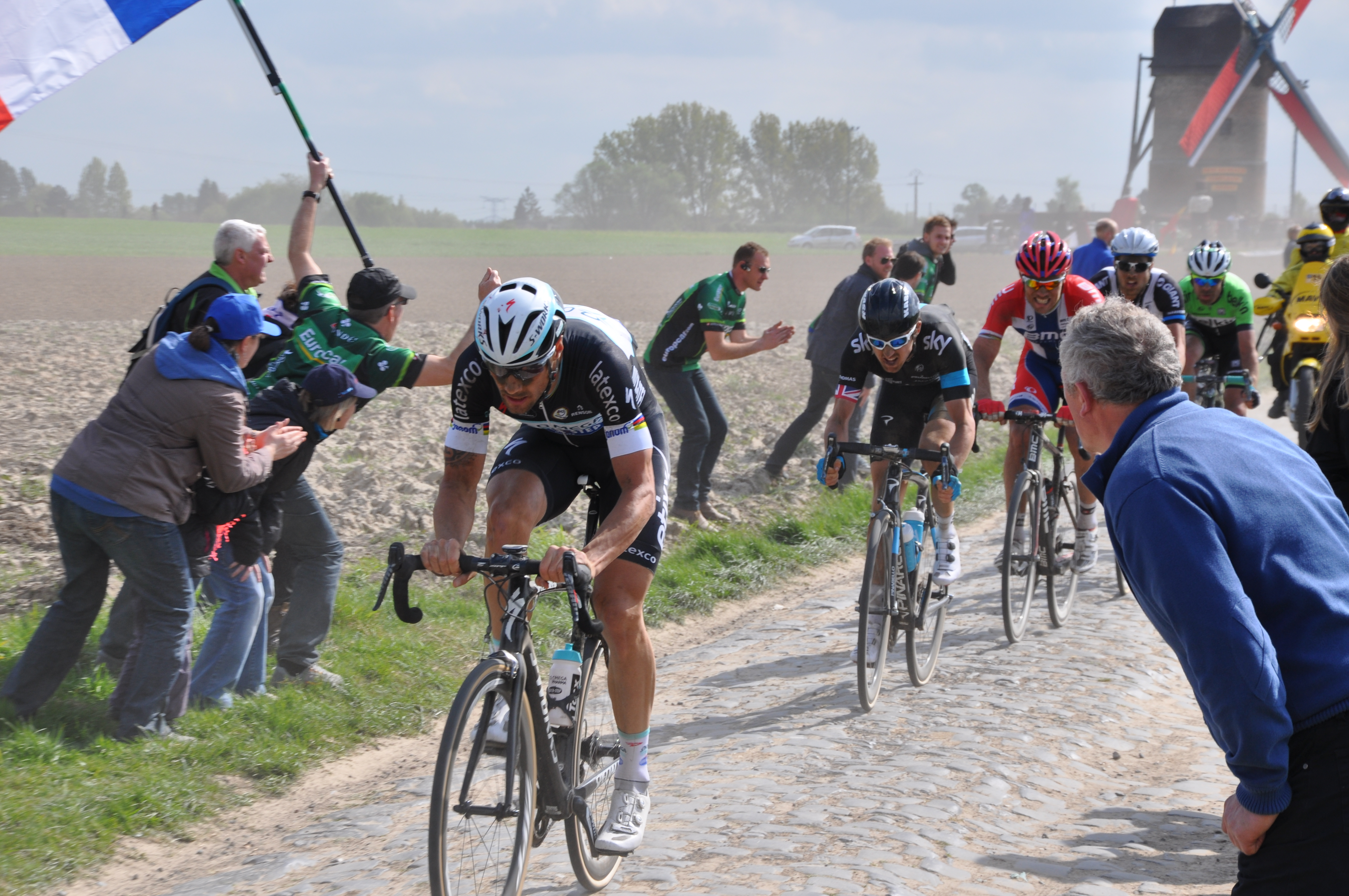
Cap de cursa (per ordre: Tom Boonen, Geraint Thomas, Thor Hushovd, Bert de Backer, Bram Tankink, Yannick Martinez) al sector de llambordes de Templeuve (Moulin-de-Vertain).

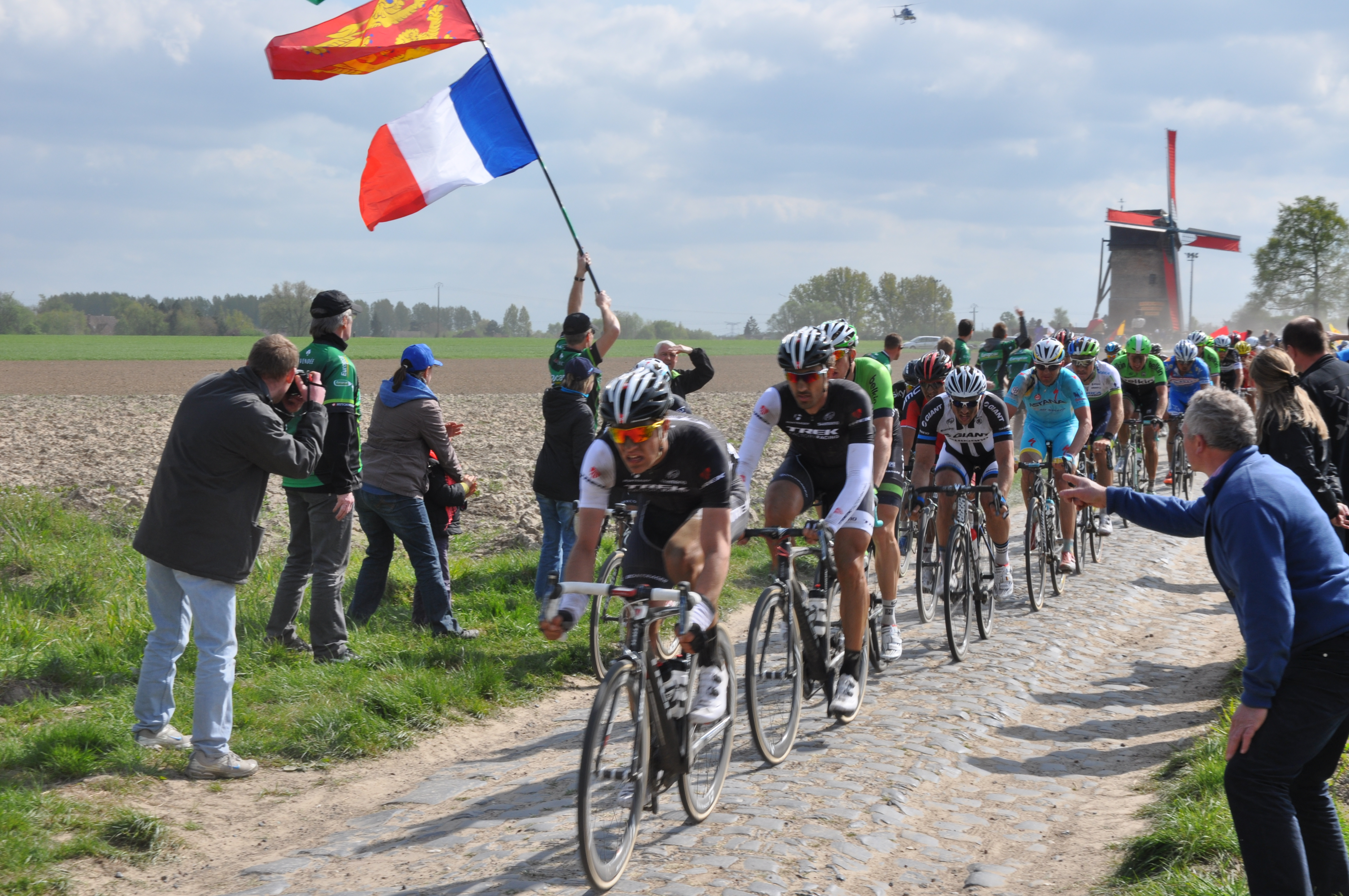
Fabian Cancellara, en segona posició del grup perseguidor, al sector de llambordes de Templeuve (Moulin-de-Vertain).

| Sector | Quilòmetres | Localització                              | Llargada | Dificultat |
| ------ | ----------- | ----------------------------------------- | -------- | ---------- |
| 28     | 97,5        | Troisvilles > Inchy                       | 2.200 m  | 03         |
| 27     | 104         | Viesly > Quiévy                           | 1.800 m  | 03         |
| 26     | 106,5       | Quiévy > Saint-Python                     | 3.700 m  | 04         |
| 25     | 111         | Saint-Python                              | 1.500 m  | 02         |
| 24     | 119,5       | Solesmes > Haussy                         | 800 m    | 02         |
| 23     | 126         | Saulzoir > Verchain-Maugré                | 1.200 m  | 02         |
| 22     | 130,5       | Verchain-Maugré > Quérénaing              | 1.600 m  | 03         |
| 21     | 135         | Quérénaing > Famars                       | 1.200 m  | 02         |
| 20     | 140,5       | Maing > Monchaux-sur-Écaillon             | 1.600 m  | 03         |
| 19     | 153         | Haveluy > Wallers                         | 2.500 m  | 04         |
| 18     | 161,5       | Trouée d'Arenberg                         | 2.400 m  | 05         |
| 17     | 167,5       | Wallers > Hélesmes                        | 1.600 m  | 03         |
| 16     | 174,5       | Hornaing > Wandignies-Hamage              | 3.700 m  | 04         |
| 15     | 182         | Warlaing > Brillon                        | 2.400 m  | 03         |
| 14     | 185         | Tilloy-lez-Marchiennes > Sars-et-Rosières | 2.400 m  | 04         |
| 13     | 191,5       | Beuvry-la-Forêt > Orchies                 | 1.400 m  | 03         |
| 12     | 196,5       | Orchies                                   | 1.700 m  | 03         |
| 11     | 202,5       | Auchy-lez-Orchies > Bersée                | 2.600 m  | 04         |
| 10     | 208         | Mons-en-Pévèle                            | 3.000 m  | 05         |
| 9      | 214         | Mérignies > Avelin                        | 700 m    | 02         |
| 8      | 217,5       | Pont-Thibaut > Ennevelin                  | 1.400 m  | 03         |
| 7      | 223,5       | Templeuve (Moulin-de-Vertain)             | 500 m    | 02         |
| 6-2    | 230         | Cysoing > Bourghelles                     | 1.300 m  | 04         |
| 6-1    | 232,5       | Bourghelles > Wannehain                   | 1.100 m  | 03         |
| 5      | 237         | Camphin-en-Pévèle                         | 1.800 m  | 04         |
| 4      | 240         | Carrefour de l'Arbre                      | 2.100 m  | 05         |
| 3      | 242         | Gruson                                    | 1.100 m  | 02         |
| 2      | 249         | Hem                                       | 1.400 m  | 02         |
| 1      | 256         | Roubaix                                   | 300 m    | 01         |
| Total  | Total       | Total                                     | 51.100 m | 51.100 m   |

## Equips participants
A banda dels 18 equips amb llicència "UCI World Tour", l'organitzador Amaury Sport Organisation comunicà la llista dels sis equips convidats el 28 de febrer de 2014: Bretagne-Séché Environnement, Cofidis, IAM Cycling, NetApp-Endura, Topsport Vlaanderen-Baloise, UnitedHealthcare i Wanty-Groupe Gobert.
| Núm.    | Codi | Equip                   |
| ------- | ---- | ----------------------- |
| 1-8     | TFR  | Trek Factory Racing     |
| 11-18   | BEL  | Belkin Pro Cycling Team |
| 21-28   | OPQ  | Omega Pharma-Quick Step |
| 31-38   | BMC  | BMC Racing Team         |
| 41-48   | OGE  | Orica-GreenEDGE         |
| 51-58   | SKY  | Team Sky                |
| 61-68   | KAT  | Team Katusha            |
| 71-78   | ALM  | AG2R La Mondiale        |
| 81-88   | GRS  | Garmin-Sharp            |
| 91-98   | FDJ  | FDJ                     |
| 101-108 | CAN  | Cannondale              |
| 111-118 | LAM  | Lampre-Merida           |
| 121-128 | GIA  | Giant-Shimano           |

| Núm.    | Codi | Equip                        |
| ------- | ---- | ---------------------------- |
| 131-138 | LTB  | Lotto-Belisol                |
| 141-148 | EUC  | Team Europcar                |
| 151-158 | IAM  | IAM Cycling                  |
| 161-168 | MOV  | Movistar Team                |
| 171-178 | AST  | Astana Qazaqstan Team        |
| 181-188 | TCS  | Team Tinkoff-Saxo            |
| 191-198 | BSE  | Bretagne-Séché Environnement |
| 201-208 | WGG  | Wanty-Groupe Gobert          |
| 211-218 | COF  | Cofidis                      |
| 221-228 | TSV  | Topsport Vlaanderen-Baloise  |
| 231-238 | TNE  | NetApp-Endura                |
| 241-248 | UHC  | UnitedHealthcare             |

## Favorits
El suís Fabian Cancellara (Trek Factory Racing) és el gran favorit a la victòria, i més després d'haver guanyat el Tour de Flandes la setmana abans. Els ciclistes de l'Omega Pharma-Quick Step Tom Boonen, Niki Terpstra i Zdeněk Štybar també són candidats a la victòria final, així com el belga Sep Vanmarcke (Belkin Pro Cycling Team), segon el 2013. Alexander Kristoff (Team Katusha), segon en la recent Milà-Sanremo i cinquè en el darrer Tour de Flandes, Greg Van Avermaet (BMC Racing Team), Sebastian Langeveld (Garmin-Sharp), Peter Sagan (Cannondale), són altres potencials vencedors de la cursa. Per primera vegada en 22 anys un vencedor del Tour de França, Bradley Wiggins (Team Sky) pren part en la París-Roubaix.

## Classificació final

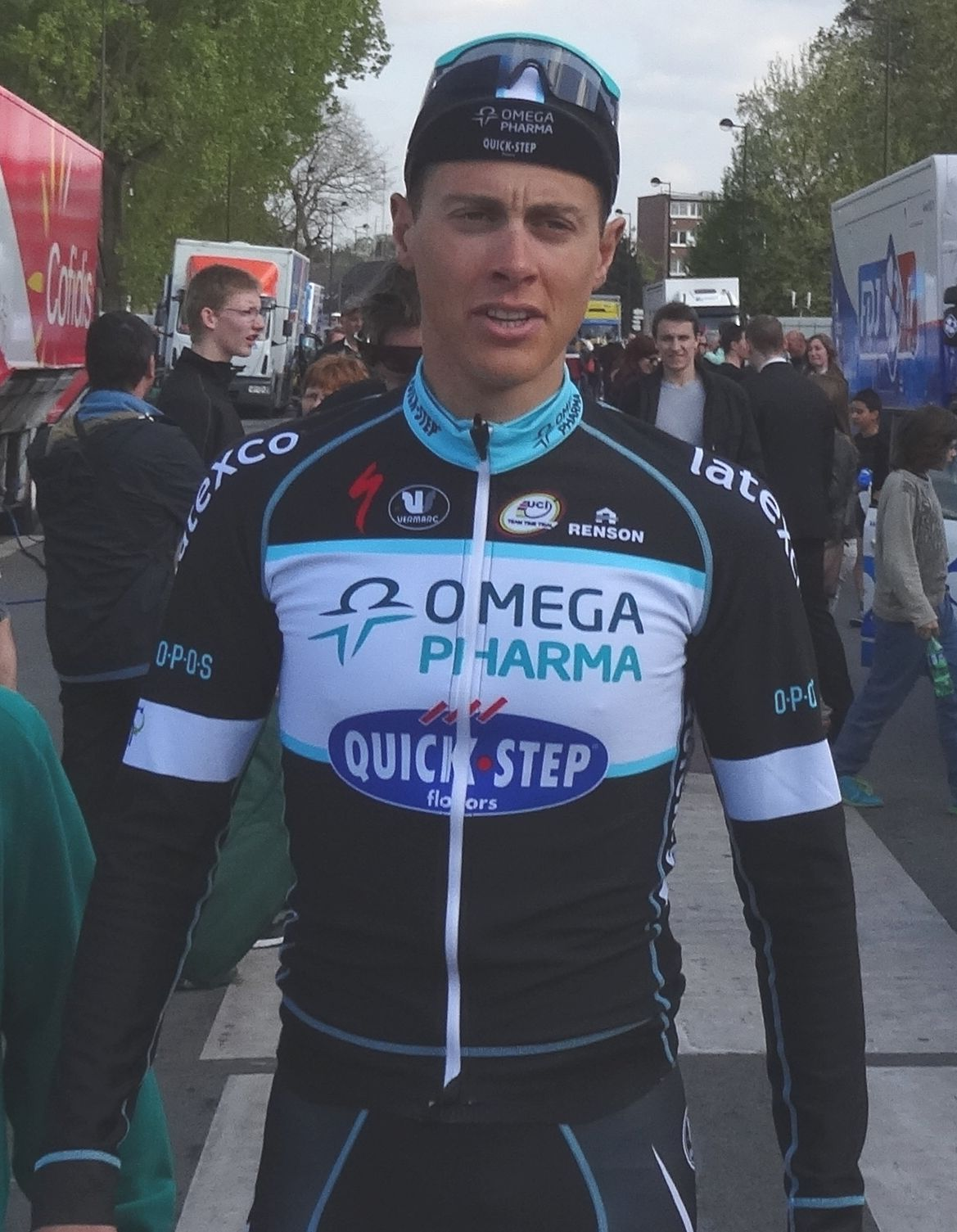
Niki Terpstra, el vencedor de la cursa.

|    | Ciclista                  | Equip                   | Temps      | Punts UCI |
| -- | ------------------------- | ----------------------- | ---------- | --------- |
| 1  | Niki Terpstra (NED)       | Omega Pharma-Quick Step | 6h 09' 01" | 100       |
| 2  | John Degenkolb (GER)      | Giant-Shimano           | + 20"      | 80        |
| 3  | Fabian Cancellara (SUI)   | Trek Factory Racing     | + 20"      | 70        |
| 4  | Sep Vanmarcke (BEL)       | Belkin Pro Cycling Team | + 20"      | 60        |
| 5  | Zdeněk Štybar (CZE)       | Omega Pharma-Quick Step | + 20"      | 50        |
| 6  | Peter Sagan (SVK)         | Cannondale              | + 20"      | 40        |
| 7  | Geraint Thomas (GBR)      | Team Sky                | + 20"      | 30        |
| 8  | Sebastian Langeveld (NED) | Garmin-Sharp            | + 20"      | 20        |
| 9  | Bradley Wiggins (GBR)     | Team Sky                | + 20"      | 10        |
| 10 | Tom Boonen (BEL)          | Omega Pharma-Quick Step | + 20"      | 4         |